# 2010年乔斯骚乱

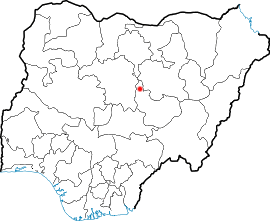
乔斯在尼日利亚的位置

2010年乔斯骚乱，是一連串发生在尼日利亚中部高原州乔斯的暴力冲突，冲突双方是穆斯林和基督教徒。
这一地区近20年来饱受暴乱，暴乱来自多方面的原因。很多媒体视此类冲突为“宗教暴力”，但其他媒体也称种族和经济差距是暴力事件的根源。当地英国圣公会主教本杰明·A·克瓦什（Benjamin A. Kwashi）称：“看似循环发生的是，一些人在过去用暴力来解决政治、经济、社会、部落间或者其他问题，现在继续使用同样的暴力方式，并且用宗教加以掩盖。”
2010年第一波暴乱始于1月17日，持续了至少4天。大批房屋、教堂、清真寺和车辆在暴乱中被烧，死亡人数超过200。3月份再次爆发冲突，上百人死亡。据《纽约时报》称，被杀村民为基督教徒，被一群手持椰子刀的豪萨穆斯林砍死。另有数百村民担心凶手去而复返因此外出躲避。

## 综述

### 一月份
乔斯是尼日利亚高原州首府，位于尼日利亚北部穆斯林地区和南部基督教徒分隔带中间。超过5000人因暴乱而逃离这里。关于事件诱因的报道多种多样。根据国家警察官员陈述，小冲突起源于一些年轻穆斯林對一座基督教堂縱火。其他社区负责人称起源于关于重建一座清真寺的争议，这座清真寺处于基督教徒聚集区，在2008年10月的骚乱中被毁。2010年1月17日实施24小时宵禁，副总统命令部队进入乔斯恢复秩序。由于尼日利亚总统自2009年11月正在沙特阿拉伯接受治疗，故由副总统临时掌握大权，直至2010年1月24日，目前治疗和掌权情况尚不明确。至2010年1月19日，至少50人被捕。
2010年1月20日，BBC报道称冲突已扩展至距乔斯100公里的潘克辛（Pankshin），但报道遭到军队驳斥。根据医疗人员、官员、宗教领袖描述，推测冲突中死亡人数达到492人，其中364人是穆斯林。 警方称326人死亡、313人被捕。
这是乔斯近十年来第三次严重冲突。2001年的冲突中一千人被杀，之后2008年的冲突中死亡300人。

### 三月份
2010年3月7日清晨之前，乔斯附近的多哥-纳哈瓦村（Dogo-Nahawa）超过一百名基督教徒村民被豪萨穆斯林杀害，这次袭击持续了四个小时，附近村庄也成为目标。凶手开枪制造紧张气氛，然后用椰子刀砍死跑向他们的村民。村民主要是基督教徒，房子也被烧毁。大部分死者是妇女和儿童，其中有一名不到三个月的婴儿。尸体弃置在大街上。总统要求抓住凶手。估计的死亡人数后来更新为超过300，又改为500。另有近百人为躲避新一轮屠杀而逃离村庄。

## 起因
穆斯林和基督教徒都被归咎为暴力事件的始作俑者，并有大量证据。三月份烧毁教堂和房屋时，袭击者高喊“真主至大”。圣座对此表示愤怒和痛心。高原州天主长老磋商论坛称袭击事件“是另一次圣战和挑衅”。
宗教差异的重要性受到质疑，在社会、经济、部落差异中的角色也被重新考虑。豪萨人和比罗姆人（Berom）的敌对情绪可能是冲突的原因。阿布贾大主教称“除了所有的富拉尼族都是穆斯林，所有的比罗姆人都是基督徒之外，（这是一次）牧民（富拉尼族）与农民（比罗姆人）间的经典冲突”。阿布贾大学的卡比鲁·马托（Kabiru Mato）教授也认为宗教不是冲突的重要原因：“我没有发现任何宗教原因。看似冲突双方宗教不同，实际上从根本上是经济上疏离的结果。因此社会冷淡、政治挫折、经济损失和很多其他原因都与此相关。”尼日利亚里德城市大学政治学教授阿拉巴·奥甘桑沃在2008年12月同样爆发于乔斯的宗教冲突后指出，近年来从周边穆斯林聚居区迁往高原州的穆斯林日益增多，与本地基督教土著居民之间资源需求的矛盾日益激化，而双方都通过加入代表己方利益的政党、强化宗教认同的方式来加强自身团结。构成这里主要居民的比罗姆人对穆斯林为主的移居者经济上的成功感到厌恶，尤其是购买了土地的定居者。
即使是对已经在此定居了几十年的穆斯林也存在着歧视问题，这加剧了城市的分化。大部分基督徒土著居民被视为“原住民”，而大部分穆斯林被视为“定居者”，后者发现难以接受选举和其他事情。